# Keude Blang Ara (Kuta Makmur)
Keude Blang Ara is een bestuurslaag in het regentschap Aceh Utara van de provincie Atjeh, Indonesië. Keude Blang Ara telt 165 inwoners (volkstelling 2010).